# Ист Сан Габријел (Калифорнија)
Ист Сан Габријел (енгл. East San Gabriel) насељено је место без административног статуса у америчкој савезној држави Калифорнија.

## Демографија
По попису из 2010. године број становника је 14.874, што је 362 (2,5%) становника више него 2000. године.
| Група             | 2000.         | 2010.         |
| Белци             | 4.511 (31,1%) | 3.251 (21,9%) |
| Афроамериканци    | 269 (1,9%)    | 243 (1,6%)    |
| Азијати           | 5.873 (40,5%) | 7.421 (49,9%) |
| Хиспаноамериканци | 3.413 (23,5%) | 3.700 (24,9%) |
| Укупно            | 14.512        | 14.874        |